# Julio Fuster García
Julio Fuster García (Segovia, 1892 - Segovia, 15 de 1936) fue un profesor y político socialista de Segovia, dirigente de la Agrupación de la capital y candidato a diputado por el Partido Socialista Obrero Español en las elecciones de 1933, aunque no salió elegido. Publicaba artículos ocasionalmente en el Heraldo Segoviano. Era miembro del sindicato Trabajadores de la Enseñanza.
Fue detenido tras la huelga de 1934, pero absuelto de todos los cargos. Tras el golpe de Estado que dio lugar a la Guerra Civil fue detenido por los sublevados en Segovia, junto a Isidoro Romano Pacual, Manuel Gómez, Antonio Hernanz, José Peña Huertas, Agustín Hernández Hernández y José Gutiérrez Sastre, y encerrado en la denominada Cárcel Vieja, de donde fue sacado por falangistas junto a otros detenidos en la noche del 15 de agosto de 1936 por orden del gobernador Joaquín España, en teoría de camino a Salamanca, desapareciendo del convoy de traslado. Días después su muerte quedó inscrita en el cementerio de Segovia.